# Saint-Esprit (Martinique)
Saint-Esprit is een gemeente in Martinique en telde 9.890 inwoners in 2019. De oppervlakte bedraagt 23,46 km². Het ligt ongeveer 15 km ten oosten van de hoofdstad Fort-de-France.

## Geschiedenis
De plaats werd oorspronkelijk Bourg des coulisses genoemd naar de Coulisses-rivier. In 1758 werd de parochie Saint-Esprit opgericht, en in 1833 werd het een zelfstandige gemeente. Het is voornamelijk een agrarische gemeenschap, vanwege een microklimaat dat veel regen veroorzaakt en de grond bijzonder vruchtbaar maakt.

## Galerij

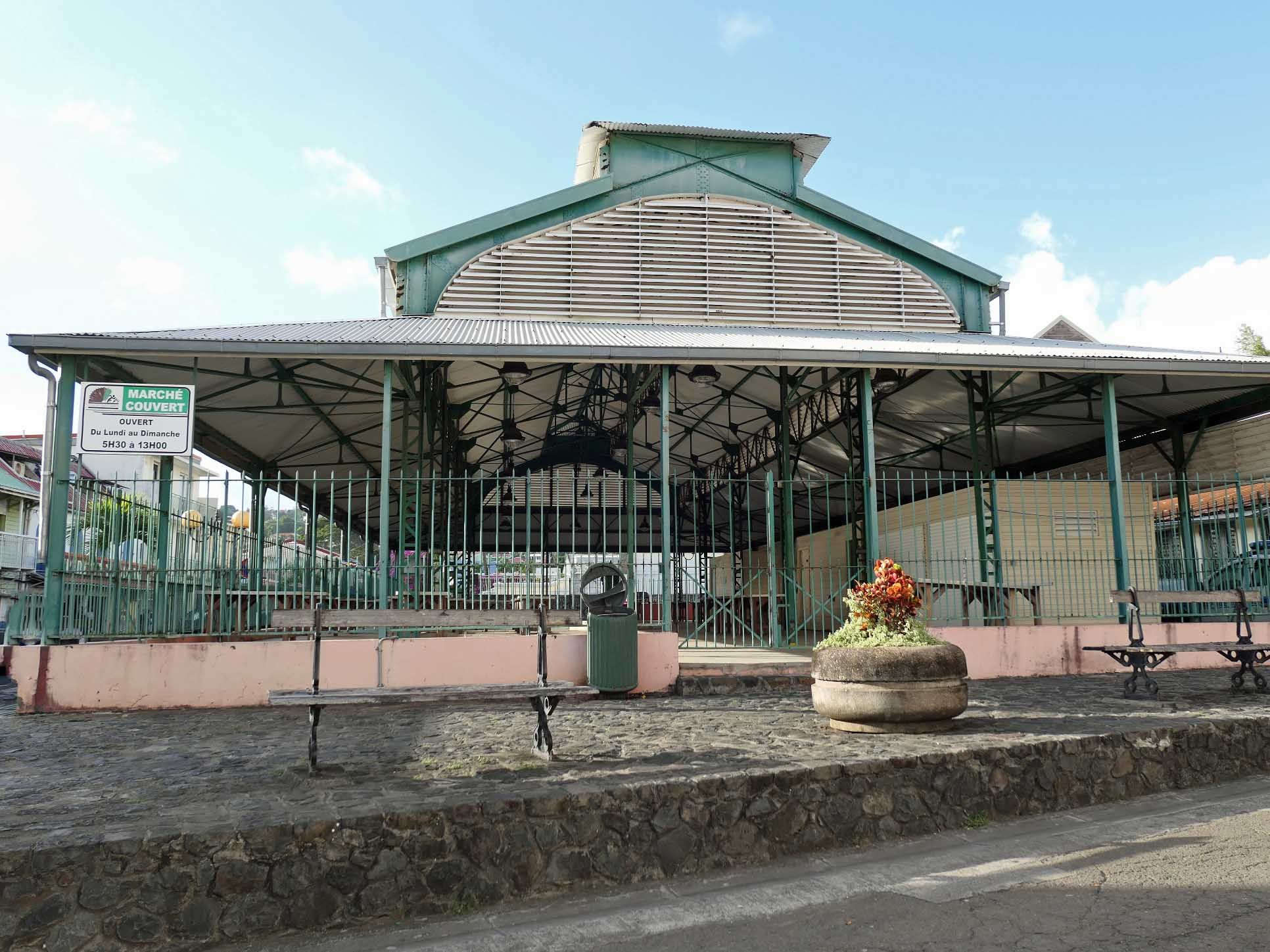
Overdekte markt in Saint-Esprit
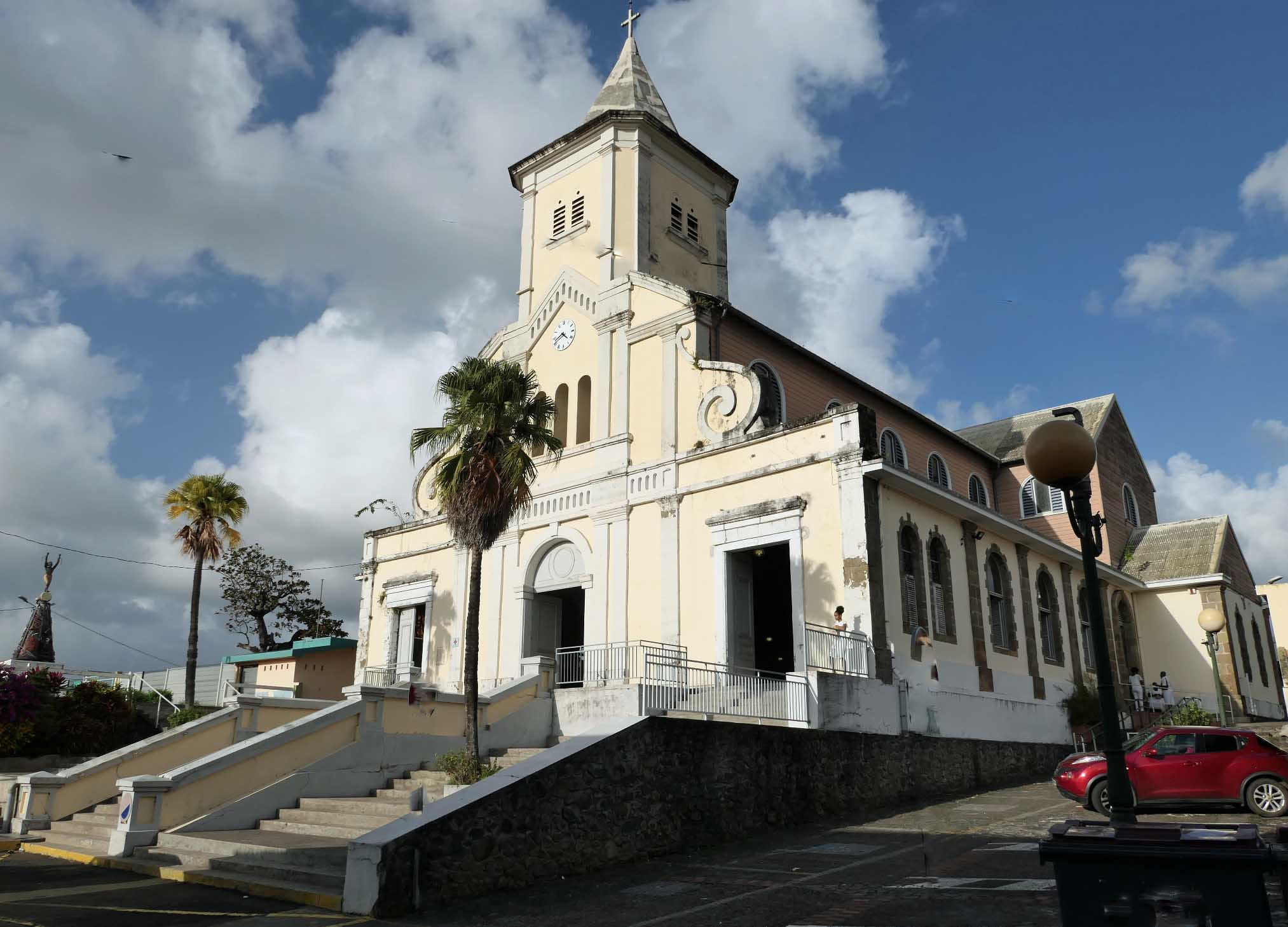
Kerk van Saint-Esprit

- Bibliothèque nationale de France: cb12456504c (data)
- Library of Congress Control Number: no2009106457
- Virtual International Authority File: 145805719
- WorldCat: E39PBJthbDww4PrTMCR3vHkMT3

L'Ajoupa-Bouillon · Les Anses-d'Arlet · 
Basse-Pointe · Bellefontaine · 
Le Carbet · Case-Pilote · 
Le Diamant · Ducos · 
Fonds-Saint-Denis · Fort-de-France · Le François · 
Grand'Rivière · Le Gros-Morne · 
Le Lamentin · Le Lorrain · 
Macouba · Le Marigot · Le Marin · Le Morne-Rouge · Le Morne-Vert · 
Le Prêcheur · 
Rivière-Pilote · Rivière-Salée · Le Robert · 
Saint-Esprit · Saint-Joseph · Saint-Pierre · Sainte-Anne · Sainte-Luce · Sainte-Marie · Schœlcher · 
La Trinité · Les Trois-Îlets · 
Le Vauclin